# Дайсон (лунный кратер)
Кратер Дайсон (лат.  Dyson) — крупный ударный кратер в северном полушарии обратной стороны Луны. Название присвоено в честь английского астронома Фрэнка Уотсона Дайсона (1868—1939) и утверждено Международным астрономическим союзом в 1970 г. Образование кратера относится к нектарскому периоду. 

## Описание кратера

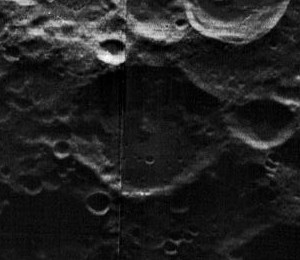
Снимок зонда Lunar Orbiter - V (север справа).

Ближайшими соседями кратера являются кратер Вант-Гофф на западе, кратер Мезенцев на севере-северо-западе, кратер Нетер на северо-востоке, кратер Кулон на юго-востоке и кратер Крамерс на юге-юго-западе. На северо-западе от кратера располагается широкая безымянная долина. Селенографические координаты центра кратера 60°52′ с. ш. 121°43′ з. д. / 60,87° с. ш. 121,71° з. д., диаметр 63,1 км, глубина 2,7 км.
За время своего существования кратер значительно разрушен. К северно-северно-западной части кратера примыкает сателлитный кратер Дайсон X (см. ниже), к юго-западной части — небольшой циркулярный кратер, граничащий также с сателлитным кратером Дайсон Q. Вал кратера перекрыт несколькими кратерами различного размера и имеет асимметричную форму. В северо-восточной части вал невысок и имеет узкий, практически не существующий внутренний склон. В остальной части внутренний склон вала весьма широкий, доходящий до половины радиуса кратера. высота вала над окружающей местностью достигает 1230 м. Дно чаши ровное, испещрено множеством кратеров в восточной и северо-восточной частях. Имеется центральный пик переходящий в линейный хребет, который достигает западной части внутреннего склона. Объем кратера составляет приблизительно 3400 км³.

## Сателлитные кратеры
| Дайсон | Координаты                                              | Диаметр, км |
| ------ | ------------------------------------------------------- | ----------- |
| B      | 63°20′ с. ш. 118°16′ з. д. / 63,33° с. ш. 118,27° з. д. | 49,6        |
| H      | 59°19′ с. ш. 114°21′ з. д. / 59,31° с. ш. 114,35° з. д. | 21,0        |
| M      | 58°10′ с. ш. 121°32′ з. д. / 58,17° с. ш. 121,53° з. д. | 31,5        |
| Q      | 59°11′ с. ш. 126°08′ з. д. / 59,19° с. ш. 126,13° з. д. | 93,2        |
| X      | 62°16′ с. ш. 123°02′ з. д. / 62,26° с. ш. 123,03° з. д. | 25,8        |

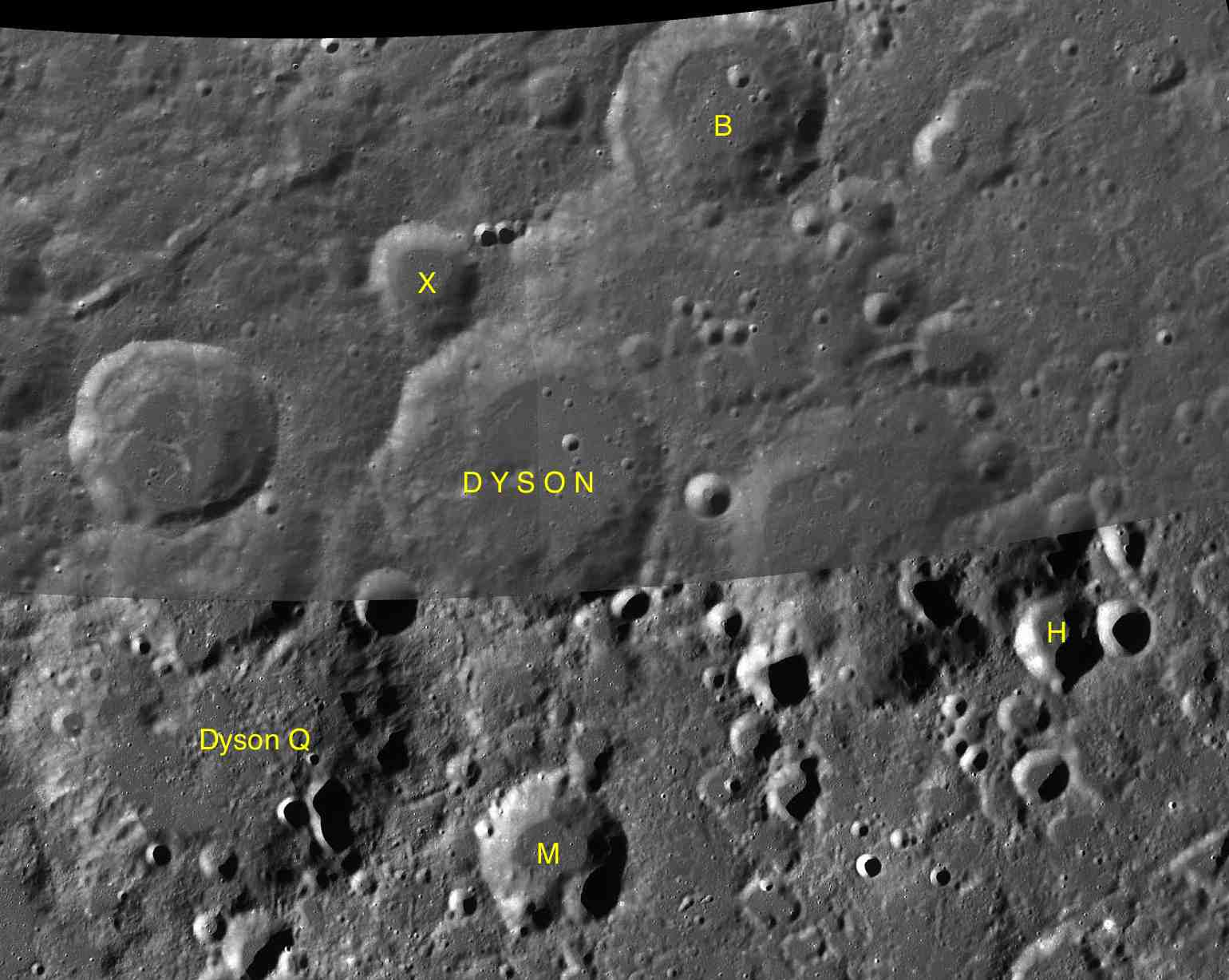
Фрагмент карты LAC-20.

- Образование сателлитных кратеров Дайсон B и M относится к нектарскому периоду[4].
- Образование сателлитного кратера Дайсон Q относится к донектарскому периоду[4].